# Johann Maria Wolfgang Farina

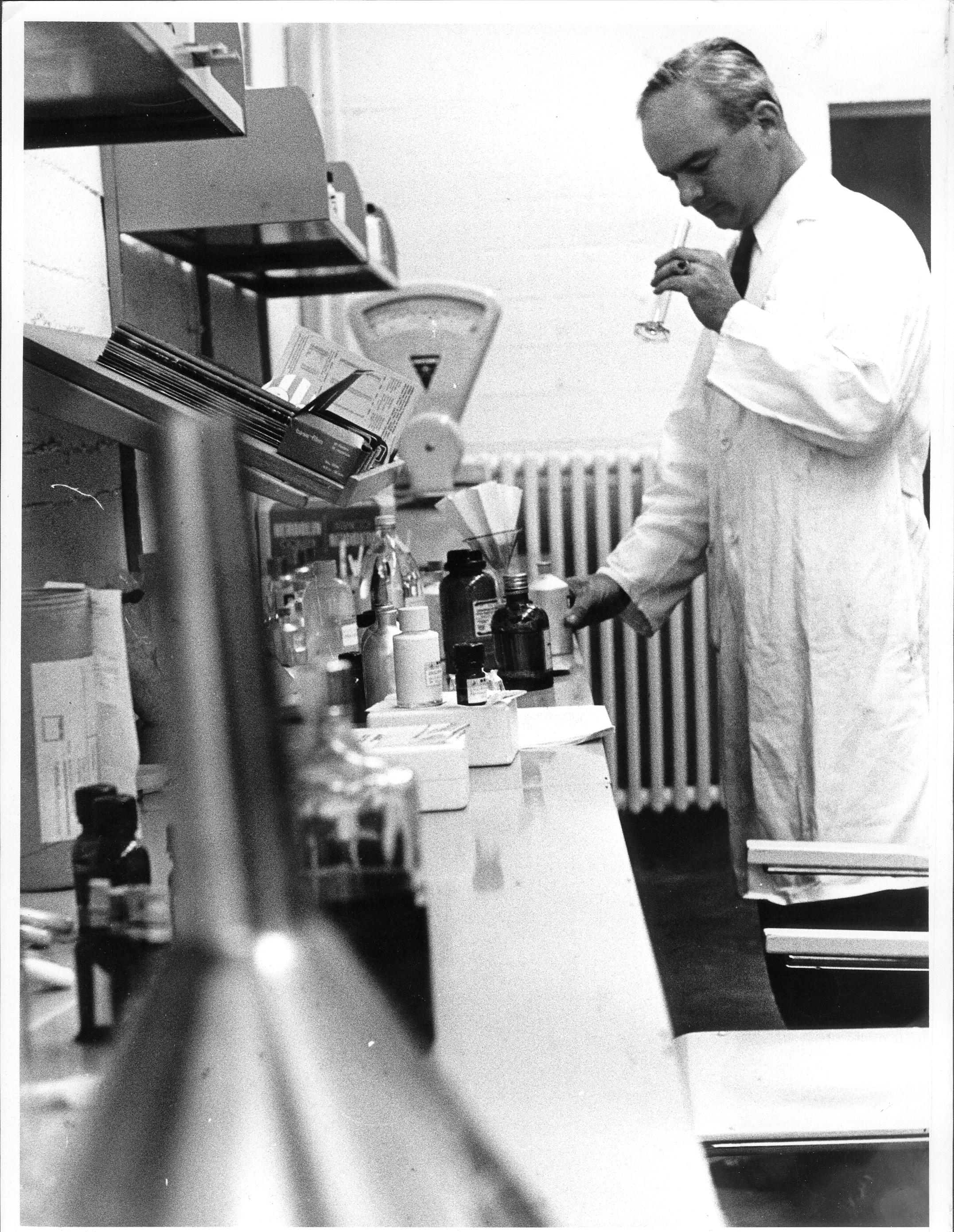
Johann Maria Wolfgang Farina im Labor 1969

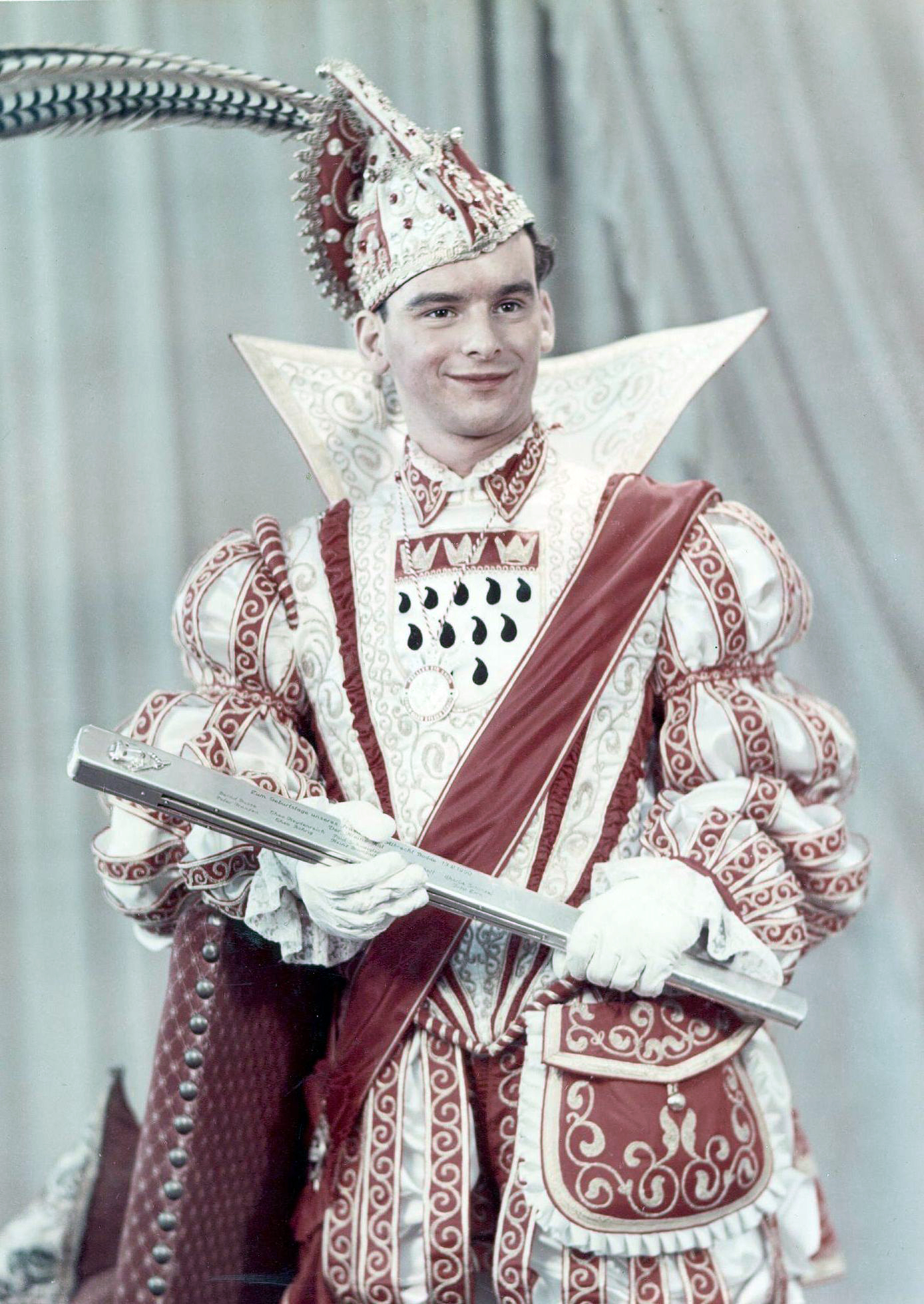
Johann Maria I, Kölner Prinz Karneval von 1952

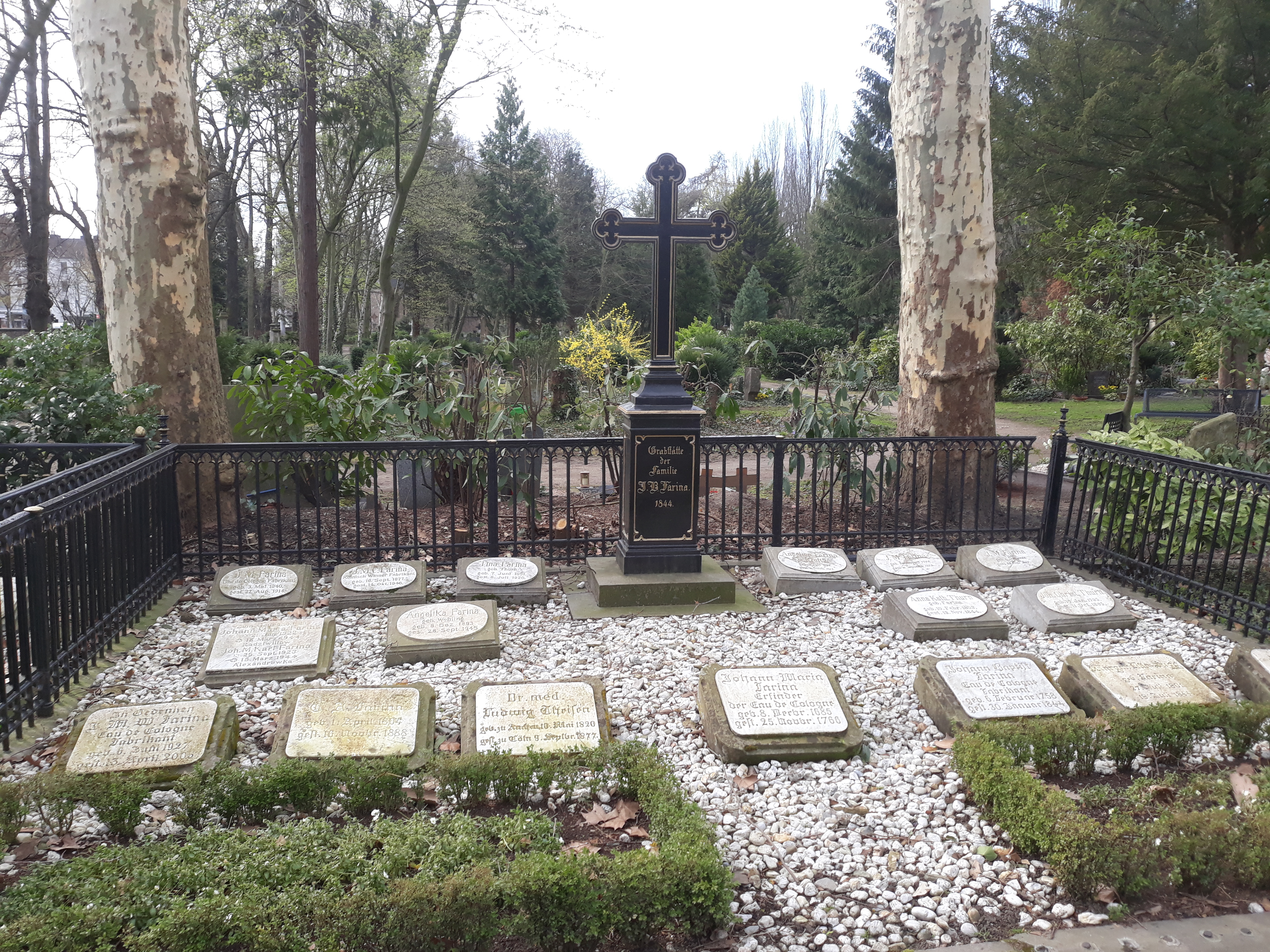
Gedenkstein für Johann Maria Wolfgang Farina (vorne links) im Familiengrab Farina auf dem Friedhof Melaten in Köln.

Johann Maria Wolfgang Farina (* 6. Juni 1927 in Bad Godesberg; † 13. April 2005 in Köln) war ein Eau-de-Cologne-Fabrikant und Nachfahr des Gründers der ältesten Eau-de-Cologne-Fabrik Johann Maria Farina gegenüber dem Jülichs-Platz, gegründet 1709. Er war mit der Designerin und Parfümeurin Tina Farina (* 21. Juni 1933 in Köln; † 4. Januar 2022 in Köln) verheiratet. Er kam in Bad Godesberg als dritter Sohn von Johann Maria Carl Farina und Angelika Elisabeth Farina geborene Wehling zur Welt. Seine Mutter war eine Tochter des Architekten Gottfried Wehling.
Farina war 1952 als Johann Maria I. mit 24 Jahren der bis heute jüngste Prinz Karneval von Köln. Zu seinen Ehren wurden die Trümmer der Stadt mittels roten und weißen Zinnen burgartig geschmückt. Prinz Johann Maria I. warf unter anderem 120.000 Fläschchen Kölnisch Wasser unter die Zuschauer des Rosenmontagszuges. Die New York Times schrieb im April 1952: „Eau de Cologne verwandelte Trümmer in Duft“.
Sein Ururgroßvater Johann Baptist Farina (1758–1844) war Mitbegründer des Festordnenden Komitees 1823, dem späteren Festkomitee Kölner Karneval, und damit einer der Gründerväter des heutigen Kölner Karnevals. Sein  ältester Sohn Johann Maria Farina führt das Unternehmen weiter.